# Master of None
Master of None is een Amerikaanse televisieserie die werd uitgebracht op 6 november 2015 op Netflix.

## Verhaal
De serie volgt Dev Shah, een acteur van 30, en zijn romantische, professionele en culturele ervaringen. Het eerste seizoen speelt zich af in New York en het tweede seizoen in Italië en New York.

## Rolverdeling
| Acteur                 | Personage         |
| ---------------------- | ----------------- |
| Aziz Ansari            | Dev Shah          |
| Noël Wells             | Rachel Silva      |
| Eric Wareheim          | Arnold Baumheiser |
| Kelvin Yu              | Brian Chang       |
| Lena Waithe            | Denise            |
| Alessandra Mastronardi | Francesca         |

## Afleveringen

### Seizoen 1
| Nr. | Afl. | Titel                | Regisseur      | Schrijver                                                | Vrijgegeven     |
| --- | ---- | -------------------- | -------------- | -------------------------------------------------------- | --------------- |
| 1   | 1    | Plan B               | James Ponsoldt | Aziz Ansari, Alan Yang                                   | 6 november 2015 |
| 2   | 2    | Parents              | Aziz Ansari    | Aziz Ansari, Alan Yang                                   | 6 november 2015 |
| 3   | 3    | Hot Ticket           | James Ponsoldt | Verhaal: Harris Wittels Scenario: Aziz Ansari, Alan Yang | 6 november 2015 |
| 4   | 4    | Indians on TV        | Eric Wareheim  | Aziz Ansari, Alan Yang                                   | 6 november 2015 |
| 5   | 5    | The Other Man        | Eric Wareheim  | Joe Mande, Aniz Ansari                                   | 6 november 2015 |
| 6   | 6    | Nashville            | Aziz Ansari    | Aziz Ansari, Alan Yang                                   | 6 november 2015 |
| 7   | 7    | Ladies and Gentlemen | Lynn Shelton   | Verhaal: Andrew Blitz Scenario: Sarah Peters, Zoe Jarman | 6 november 2015 |
| 8   | 8    | Old People           | Lynn Shelton   | Aziz Ansari, Alan Yang                                   | 6 november 2015 |
| 9   | 9    | Mornings             | Eric Wareheim  | Aziz Ansari, Alan Yang                                   | 6 november 2015 |
| 10  | 10   | Finale               | Eric Wareheim  | Aziz Ansari, Alan Yang                                   | 6 november 2015 |

### Seizoen 2
| Nr. | Afl. | Titel                | Regisseur        | Schrijver                                                  | Vrijgegeven |
| --- | ---- | -------------------- | ---------------- | ---------------------------------------------------------- | ----------- |
| 11  | 1    | The Thief            | Aziz Ansari      | Verhaal: Andy Blitz Scenario: Aziz Ansari, Alan Yang       | 12 mei 2017 |
| 12  | 2    | Le Nozze             | Aziz Ansari      | Aziz Ansari, Alan Yang                                     | 12 mei 2017 |
| 13  | 3    | Religion             | Alan Yang        | Aziz Ansari, Aniz Adam Ansari                              | 12 mei 2017 |
| 14  | 4    | First Date           | Eric Wareheim    | Verhaal: Sarah Schneider Scenario: Aziz Ansari, Alan Yang  | 12 mei 2017 |
| 15  | 5    | The Dinner Party     | Eric Wareheim    | Aziz Ansari, Alan Yang                                     | 12 mei 2017 |
| 16  | 6    | New York, I Love You | Alan Yang        | Verhaal: Cord Jefferson Scenario: Aziz Ansari, Alan Yang   | 12 mei 2017 |
| 17  | 7    | Door #3              | Melina Matsoukas | Verhaal: Lakshmi Sundaram Scenario: Aziz Ansari, Alan Yang | 12 mei 2017 |
| 18  | 8    | Thanksgiving         | Melina Matsoukas | Aziz Ansari, Lena Waithe                                   | 12 mei 2017 |
| 19  | 9    | Amarsi Un Po         | Aziz Ansari      | Aziz Ansari                                                | 12 mei 2017 |
| 20  | 10   | Buona Notte          | Aziz Ansari      | Aziz Ansari, Alan Yang                                     | 12 mei 2017 |

## Ontvangst

### Recensies
| Seizoen | Seizoen | Recensies           | Recensies         |
| Seizoen | Seizoen | Rotten Tomatoes     | Metacritic        |
| ------- | ------- | ------------------- | ----------------- |
|         | 1       | 100% (64 recensies) | 91 (31 recensies) |
|         | 2       | 100% (56 recensies) | 91 (24 recensies) |

#### Seizoen 1
Op Rotten Tomatoes geeft 100% van de 64 recensenten het eerste seizoen een positieve recensie, met een gemiddelde score van 9,03/10. De consensus luidt: "Exceptionally executed with charm, humor, and heart, Master of None is a refreshingly offbeat take on a familiar premise" (vrij vertaald: Master of None is buitengewoon uitgevoerd met charme, humor en gevoel en is verfrissend vanuit een vertrouwd uitgangspunt). Website Metacritic komt tot een score van 91/100, gebaseerd op 31 recensies, wat staat voor "Universal Acclaim" (Universele Toejuiching).
De Volkskrant schreef: "Master of None heeft een prettig langzame arthousesfeer, met lange dialogen die erg naturel zijn geschreven. De teksten hebben geen punchlines, maar zijn ongemakkelijke gesprekken, uit een licht-absurdistisch leven gegrepen."

#### Seizoen 2
Op Rotten Tomatoes geeft 100% van de 56 recensenten het tweede seizoen een positieve recensie, met een gemiddelde score van 8,82/10. De consensus luidt: "Master of None's second season picks up where its predecessor left off, delivering an ambitious batch of episodes that builds on the show's premise while adding surprising twists" (vrij vertaald: Het tweede seizoen van Master of None gaat verder waar het eerste seizoen is opgehouden, met afleveringen die voortbouwen op het uitgangspunt van de show, terwijl er verrassende wendingen zijn toegevoegd). Website Metacritic komt tot een score van 91/100, gebaseerd op 24 recensies, wat staat voor "Universal Acclaim" (Universele Toejuiching).
De Volkskrant gaf het tweede seizoen vijf sterren en noemde de serie "de beste serie van het jaar". NRC gaf de serie vier uit vijf sterren en schreef: "De lat ligt nu (...) een stuk hoger voor Ansari en schrijfpartner Alan Yang. Ze maken de verwachtingen gelukkig waar met een groter opgezet tweede seizoen waarin nog meer gespeeld wordt met stijl, toon en vertelstructuur."

### Prijzen en nominaties
Een selectie:
| Jaar | Prijs                       | Categorie                                      | Genomineerde                                   | Resultaat   |
| ---- | --------------------------- | ---------------------------------------------- | ---------------------------------------------- | ----------- |
| 2016 | Golden Globe (73ste editie) | Beste acteur in een komische of muzikale serie | Aziz Ansari                                    | Genomineerd |
| 2016 | Emmy Award (68ste editie)   | Komische serie                                 | Master of None                                 | Genomineerd |
| 2016 | Emmy Award (68ste editie)   | Mannelijke hoofdrol in een komische serie      | Aziz Ansari voor "Parents"                     | Genomineerd |
| 2016 | Emmy Award (68ste editie)   | Regie komische serie                           | Aziz Ansari voor "Parents"                     | Genomineerd |
| 2016 | Emmy Award (68ste editie)   | Scenario komische serie                        | Aziz Ansari en Alan Yang voor "Parents"        | Gewonnen    |
| 2017 | Emmy Award (69ste editie)   | Komische serie                                 | Master of None                                 | Genomineerd |
| 2017 | Emmy Award (69ste editie)   | Mannelijke hoofdrol in een komische serie      | Aziz Ansari voor "The Dinner Party"            | Genomineerd |
| 2017 | Emmy Award (69ste editie)   | Scenario komische serie                        | Aziz Ansari en Lena Waithe voor "Thanksgiving" | Gewonnen    |
| 2018 | Golden Globe (75ste editie) | Beste komische of muzikale serie               | Master of None                                 | Genomineerd |
| 2018 | Golden Globe (75ste editie) | Beste acteur in een komische of muzikale serie | Aziz Ansari                                    | Gewonnen    |